# Madrid directo
Madrid directo és un programa d'actualitat televisiu i radiofònic que s'emet en Telemadrid de dilluns a divendres de 19.25 a 20.30 des del 18 de setembre de 2017, (després de 4 anys i mig d'aturada) i a Onda Madrid de dilluns a divendres de 16.00 a 20.00 des de l'11 de setembre de 2017.
La versió televisiva està presentada per Inmaculada Galván i Emilio Pineda i la versió radiofònica està presentada per Nieves Herrero i Carlos Honorato.
Va començar la seva emissió el dilluns 20 de setembre de 1993 i va ser el primer entre altres d'un format similar. El programa ha estat el referent dels madrilenys per a conèixer, de prop i amb tot detall, l'actualitat de la seva comunitat. Amb una clara vocació de servei públic els problemes de la societat madrilenya es veuen reflectits (i en molts casos resolts) gràcies al treball dels redactors del programa. Aquest fet s'ha vist premiat no sols amb les xifres d'audiència, sinó també amb diversos premis.
Els programes més vists, corresponen al dia de l'assassinat del tinent coronel Jesús Cuesta per part d'ETA (43% de quota de pantalla) i als atemptats del 11-M (41%).

## Premis
Des de l'any 1993, el programa ha acumulat un total de 63 premis atorgats per totes les capes de la societat (institucions tant públiques com privades, fòrums d'espectadors, altres mitjans de comunicació, ong's...) i reconeixent la labor de tots els departaments del programa.
Destaquen el Premis Ondas 1997 al Millor Programa Especialitzat, tres Antenes de Plata de l'Acadèmia de les Ciències i les Arts de Televisió d'Espanya, diferents premis atorgats per la Policia i els Equips d'Emergència de Madrid, com el Samur, i desenes de premis que reconeixen la labor del programa en àmbits de la salut, el medi ambient, la gastronomia i la cultura i tradicions madrilenyes.
Madrid Directe deixo d'emetre's a les 18.30 per a emetre's de 19 a 20.30 i des del dilluns 11 de març 2019 des de les 19.30 a 20.30.

## Llista d'equip
| NOM                          | PERÍODE                         | FUNCIÓ | CADENA      |
| ---------------------------- | ------------------------------- | --- | ----------- |
| Inmaculada Galván            | (1993-2008; 2017-present)       | Presentació | Telemadrid  |
| Berta Collado                | (2018)                          | Suplent | Telemadrid  |
| Emilio Pineda                | (1996-2005; 2011; 2017-present) | Reporter (1996-2005)CoPresentació (2011; 2017-present)                                                               | Telemadrid  |
| Yolanda Maniega              | (2001-2013; 2017-present)       | Reportera (2001-2010; 2011-2012; 2017-present)Presentació (2010-2011; 2012-2013)Suplent d'Inma Galván (2017-present) | Telemadrid  |
| Marta Landín                 | (2008-2010)                     | Presentació | Telemadrid  |
| Julio Nieto                  | (1993-2010)                     | Reporter (1993-2008)Presentació i subdirecció (2008-2010)                                                            | Telemadrid  |
| Jaime Bores                  | (2011-2013)                     | Meteoròleg (1993-1997)CoPresentació (2011-2013)                                                                      | Telemadrid  |
| Alipio Gutiérrez             | (1993-2000)                     | Reporter i Suplent                                                                                                   | Telemadrid  |
| Paloma Ferre                 | (1994-2000; 2011-2012)          | Reportera i Suplent (1994-2000) Presentació (2011-2012)                                                              | Telemadrid  |
| Santiago Acosta              | (1993-1997; 2010-2013)          | Reporter, meteoròleg i suplent (1993-1997)Direcció (2010-2013)                                                       | Telemadrid  |
| Luis Miguel Torrecillas      | (1996-2007)                     | Reporter, meteoròleg i suplent                                                                                       | Telemadrid  |
| Mercedes Torre               | (1996-2005)                     | Reportera i suplent                                                                                                  | Telemadrid  |
| Sara Jiménez                 | (2002-2010)                     | Reportera i suplent                                                                                                  | Telemadrid  |
| Marta Fernández              | (1998)                          | Suplent | Telemadrid  |
| Nieves Herrero               | (2017-present)                  | Presentació | Onda Madrid |
| Carlos Honorato              | (2017-present)                  | Presentació | Onda Madrid |
| Irene Fernández              | (1993-1999; 2012-2013)          | Reportera | Telemadrid  |
| Javier Barrio                | (1993-2013)                     | Reporter | Telemadrid  |
| Concha Crespo                | (1994-2006)                     | Reportera | Telemadrid  |
| Ana Aladro                   | (1995-2000)                     | Reportera | Telemadrid  |
| Eduardo Blanco               | (1999-2001)                     | Reporter | Telemadrid  |
| Judith Martín Prieto         | (1996-2008)                     | Reportera | Telemadrid  |
| Daniela Musicco              | (1993-1996)                     | Reportera i productora                                                                                               | Telemadrid  |
| Miriam de las Heras          | (1996-2000)                     | Reportera | Telemadrid  |
| Blanca Rodríguez             | (1995-1998)                     | Reportera | Telemadrid  |
| Toni Garrido                 | (1997-1998)                     | meteoròleg | Telemadrid  |
| Óscar Martínez               | (2000-2001)                     | meteoròleg | Telemadrid  |
| Francine Gálvez              | (1997-2000)                     | Reportera | Telemadrid  |
| María Avizanda               | (2004-2008)                     | Reportera | Telemadrid  |
| Jacobo Domínguez             | (1997-2000)                     | Reporter | Telemadrid  |
| Tábata Peregrín              | ¿?                              | Reportera | Telemadrid  |
| Guillermo Castañón           | ¿?                              | Reporter | Telemadrid  |
| Eva Armenteros               | (2000-2006)                     | Reportera | Telemadrid  |
| Lucía Asué                   | (2005-2008)                     | Reportera | Telemadrid  |
| Raúl García                  | (2001-2004)                     | Reporter | Telemadrid  |
| Celia Blanco                 | (2002-2013)                     | Reportera | Telemadrid  |
| Fernando Herrán              | (2006-2013; 2017-present)       | Reporter | Telemadrid  |
| Gemma Añino                  | (2006-2013; 2017-present)       | Reportera | Telemadrid  |
| Leopoldo Álvarez             | (2005-2013)                     | Reporter | Telemadrid  |
| Raúl Pacheco                 | (2005-2013)                     | Reporter | Telemadrid  |
| Inés Romera                  | (2005-2013)                     | Reportera | Telemadrid  |
| Débora Fernández             | (2007-2013; 2017-present)       | Reportera | Telemadrid  |
| Helena Pellitero             | (2008-2013)                     | Reportera | Telemadrid  |
| María Gil                    | (2008-2013)                     | Reportera | Telemadrid  |
| María Lamas                  | (2008-2013)                     | Reportera | Telemadrid  |
| Valeria Saccone              | (2008-2013)                     | Reportera | Telemadrid  |
| Javier Lázaro                | (1995-2008)                     | Reporter | Telemadrid  |
| Gemma Méndez Prada           | (2007-2010)                     | Reportera | Telemadrid  |
| Ágatha Álvarez               | (2004-2013)                     | Reportera | Telemadrid  |
| Nacho Medina                 | (2017-2018)                     | Reporter | Telemadrid  |
| Rafa Rodrigo                 | (2017-present)                  | Reporter | Telemadrid  |
| Andrea Prat                  | (2017-present)                  | Reportera | Telemadrid  |
| Jesús Cosano                 | (2017-present)                  | Reporter | Telemadrid  |
| César Muñoz                  | (2017-present)                  | Reporter | Telemadrid  |
| Luis Fiuza                   | (2017-present)                  | Reporter | Telemadrid  |
| María Saiz                   | (2017-present)                  | Reportera | Telemadrid  |
| Débora Fernández             | (2006-2013; 2017-present)       | Reportera | Telemadrid  |
| Natalia Autran               | (2017-2018)                     | Reportera | Telemadrid  |
| Luis Troya                   | (2018-present)                  | Reporter | Telemadrid  |
| Jorge Limia                  | (2018-present)                  | Reporter | Telemadrid  |
| David Arnanz                 | (2018)                          | Reporter | Telemadrid  |
| Erika Carreras               | (2018)                          | Reportera | Telemadrid  |
| Raquel Atanes                | (2018)                          | Reportera | Telemadrid  |
| María José Rodríguez         | (2018)                          | Reportera | Telemadrid  |
| Irene Falcó                  | (2018)                          | Reportera | Telemadrid  |
| Dani González                | (2018)                          | Reporter | Telemadrid  |
| Miguel A. Muñoz              | ¿?                              | 'Producció | Telemadrid  |
| Ángel Mallavibarrena         | ¿?                              | 'Producció | Telemadrid  |
| Gema Errejón                 | ¿?                              | 'Producció | Telemadrid  |
| Julián Rodríguez Valero      | ¿?                              | 'Producció | Telemadrid  |
| María Quesada                | ¿?                              | 'Producció | Telemadrid  |
| Mónica Del Álamo             | ¿?                              | 'Producció | Telemadrid  |
| Margarita García             | ¿?                              | 'Producció | Telemadrid  |
| Sandra Corral                | ¿?                              | 'Producció | Telemadrid  |
| José Luis Sevilla            | ¿?                              | 'Producció | Telemadrid  |
| Marta Cubero                 | (2017)                          | 'Producció | Telemadrid  |
| Fernando Gómez               | (2017-present)                  | Producció executiva RTVM                                                                                             | Telemadrid  |
| Nerea Landa                  | (2018)                          | 'Producció | Telemadrid  |
| Israel Fernández             | (2018-present)                  | 'Producció | Telemadrid  |
| Juan Ramón Gonzalo Carballal | (2017-present)                  | Producció executiva Cuarzo producciones                                                                              | Telemadrid  |
| Paloma Garayalde             | (1993-1998)                     | Realització | Telemadrid  |
| César Pérez                  | ¿?                              | Realització | Telemadrid  |
| Teresa Collado               | ¿?                              | Realització | Telemadrid  |
| Inés Fernández               | ¿?                              | Realització | Telemadrid  |
| Manuel García Casas          | ¿?                              | Realització | Telemadrid  |
| Juan Carlos Gil Ochando      | (2017-present)                  | Realització | Telemadrid  |
| Ricardo Medina               | (1993-1994)                     | Direcció | Telemadrid  |
| Elena Sánchez                | (1994-1996)                     | Direcció | Telemadrid  |
| Luz Aldama                   | (1993-2005)                     | Reportera (1993-1996)Direcció (1996-2005)                                                                            | Telemadrid  |
| Mabel Rubio                  | (1996-2006)                     | Subdirecció (1996-2005)Direcció (2005-2006)                                                                          | Telemadrid  |
| Silvia Sánchez               | (2006-2008)                     | Reportera i directora                                                                                                | Telemadrid  |
| Amelia Alas                  | (2008-2009)                     | Direcció | Telemadrid  |
| Quique Álvarez               | (2009-2010)                     | Direcció | Telemadrid  |
| Susana Moreno                | (2017-present)                  | Direcció | Telemadrid  |
| Nieves Herrero               | (2017-present)                  | Direcció | Onda Madrid |
| Carlos Honorato              | (2017-present)                  | Direcció | Onda Madrid |
| Pepa González                | (2009-2010)                     | Subdirecció | Telemadrid  |
| José Antonio Ovies           | (2010-2013)                     | Subdirecció | Telemadrid  |
| Verónica López               | (2017-present)                  | Subdirecció | Telemadrid  |
| Lourdes Repiso               | (2017-present)                  | Subdirecció | Telemadrid  |
| Pilar Vicente                | (2017-present)                  | Subdirecció | Onda Madrid |
| Alejandro González           | (2017-present)                  | Subdirecció | Onda Madrid |